# Milieuramp

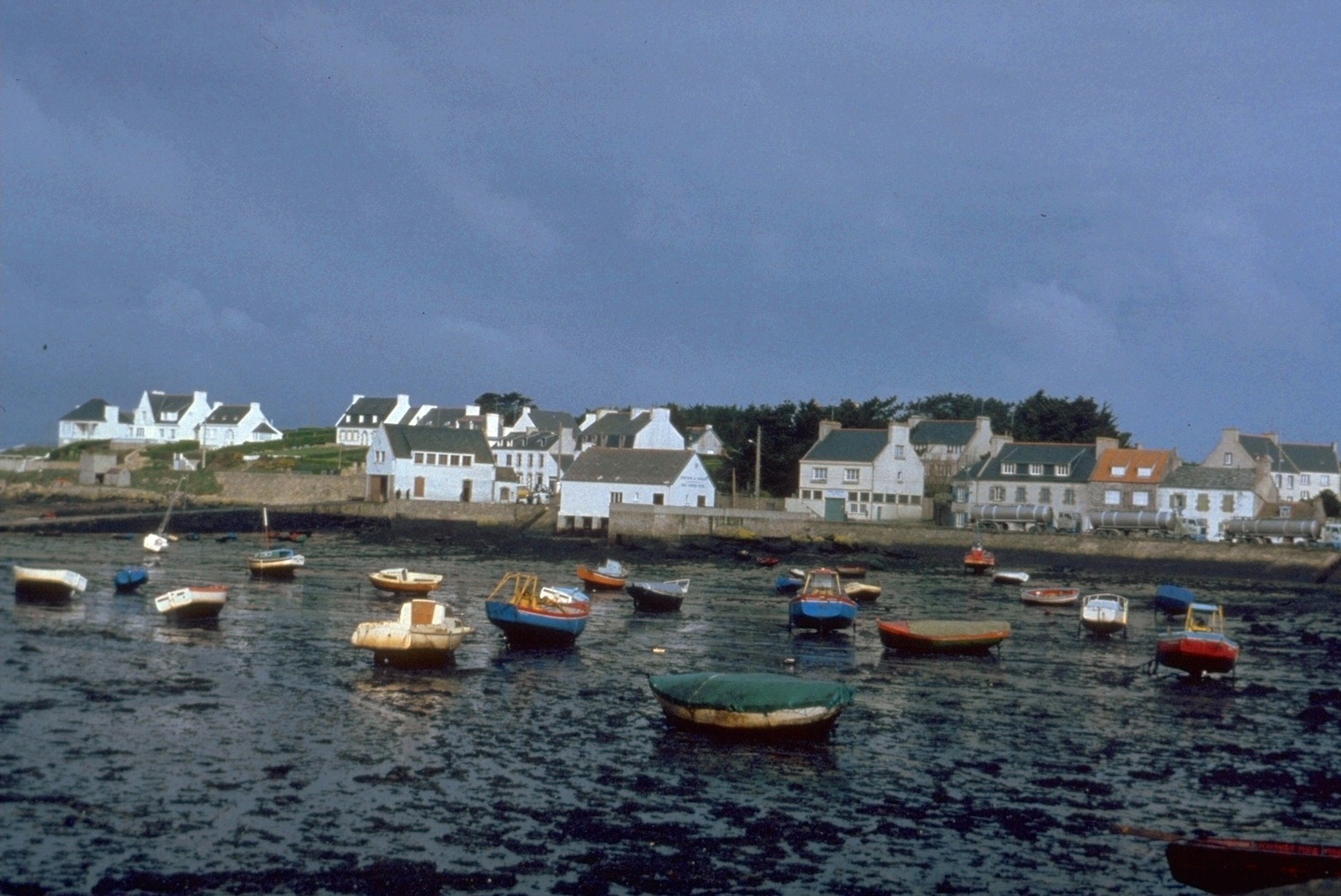
Vervuiling van de Franse kust door olie in 1978

Een milieuramp is een ramp veroorzaakt door het al dan niet opzettelijk vrijkomen van een grote hoeveelheid verontreinigende (chemische) stoffen in het milieu (via water, bodem of lucht).
Milieurampen zijn meestal het gevolg van ongevallen of menselijk falen. Natuurrampen kunnen ook een milieuramp veroorzaken, zoals een zware vulkaanuitbarsting die enorme hoeveelheden stof in de atmosfeer verspreidt. Natuurrampen kunnen ook indirect een milieuramp veroorzaken, bijvoorbeeld aardbevingen of overstromingen die schade berokkenen aan chemische installaties waardoor er verontreinigende stoffen vrijkomen. Ook militaire conflicten kunnen zodanige nadelige gevolgen voor het milieu hebben dat die als een milieuramp kunnen bestempeld worden.
Of een lozing van verontreinigende stoffen daadwerkelijk leidt tot een milieuramp, hangt af van verscheidene factoren, onder meer:
- de aard en de hoeveelheid van de geloosde stoffen;
- de omstandigheden waarin die geloosd worden;
- de grootte (oppervlakte, aantal dieren, ...) van het blootgestelde milieu;
- de kwetsbaarheid van het blootgestelde milieu voor die stoffen;
- de mogelijkheid om de gevolgen van de lozing te bestrijden.

Vooral lozingen in water (rivieren of zeewater) kunnen grote milieurampen veroorzaken, daar de verontreiniging zich over grote afstanden kan verspreiden. Landsgrenzen vormen daarbij uiteraard geen belemmering.
De gevolgen van een milieuramp kunnen zich soms pas na een zekere tijd manifesteren en zijn meestal vrij lang van duur. Vaak kan het milieu zich op termijn herstellen van een milieuramp, hoewel dit natuurlijk niet opgaat voor unieke soorten of gebieden.

## Enkele grote milieurampen

### Rampen met olieverontreiniging

#### Rampen met olietankers
In de onderstaande tabel is de top 10 van rampen met olietankers waarbij de meeste olie vrijkwam weergegeven.
Zie de Lijst van rampen met olietankers voor alle ongevallen met olietankers waarbij meer dan 1000 m³ olie gelekt is.
| #  | Datum            | Schip               | Doden | m³      | Beschrijving | Oorzaak   | Achterliggende oorzaak    | Reder                                            | Vlaggenstaat | Kuststaat           | Leef- tijd |
| -- | ---------------- | ------------------- | ----- | ------- | --- | --------- | ------------------------- | ------------------------------------------------ | ------------ | ------------------- | ---------- |
| 1  | 19 juli 1979     | Atlantic Empress    | 26    | 329.000 | Aanvaring met Aegean Captain bij Tobago. | Aanvaring | Navigatiefout             |                                                  | Griekenland  | Trinidad en Tobago  | 5          |
| 2  | 28 mei 1991      | ABT Summer          | 5     | 305.000 | De voormalige Atlantic Baron explodeert nadat er ruwe olie in een ballasttank terecht is gekomen en gecorrodeerde staalplaten langs elkaar schuren in slecht weer. | Explosie  | Corrosie van ballasttank? | Somatra (ABT International)                      | Liberia      |                     | 15         |
| 3  | 5 augustus 1983  | Castillo De Bellver | 3     | 296 400 | | Explosie  | Lekkage van ballasttank   | Empresa Nacional Elcano                          | Spanje       | Zuid-Afrika         | 5          |
| 4  | 16 maart 1978    | Amoco Cadiz         | -     | 267.000 | De Liberiaanse supertanker Amoco Cadiz zinkt voor de kust van Bretagne. 230.000 ton ruwe olie komt vrij en vervuilt de Bretonse kusten; duizenden zeevogels komen om. | Stranding | Stuurmachinedefect        | Amoco Transport Company                          | Liberia      | Frankrijk           | 4          |
| 5  | 11 april 1991    | Haven               | 5     | 164 700 | De voormalige Amoco Milford Haven - zusterschip van de Amoco Cadiz - explodeert terwijl het ten anker ligt op de rede van Genua. De eigenaren, Lucas en Stelios Haji-Ioannou, werden aangeklaagd voor dood door schuld vanwege de slechte staat van onderhoud van het schip, maar uiteindelijk na een moeizaam proces vrijgesproken. | Explosie  | Corrosie van ballasttank? | Troodos Maritime (Lucas en Stelios Haji-Ioannou) | Cyprus       | Italië              | 18         |
| 6  | 10 november 1988 | Odyssey             | 27    | 155.000 | Het is niet duidelijk of de voormalige Oriental Phoenix eerst in tweeën breekt en dan in brand vliegt, of andersom, aangezien geen van de bemanningsleden het kan navertellen. | Brand?    | Structurele fout?         | Polembros Shipping                               | Liberia      | Canada              | 16         |
| 7  | 18 maart 1967    | Torrey Canyon       | 1     | 142 300 | De Liberiaanse tanker Torrey Canyon vaart voor de kust van Cornwall op een rif en breekt een week later in twee, waardoor 119.000 ton Kuwait crude oil (ruwe aardolie) in zee terechtkomt. | Stranding | Navigatiefout             | Barracuda Tanker Corporation (Union Oil)         | Liberia      | Verenigd Koninkrijk | 9          |
| 8  | 19 december 1972 | Sea Star            | 12    | 141 100 | Aanvaring met Horta Barbosa. | Aanvaring | Navigatiefout             | Samyang Navigation                               | Zuid-Korea   | Oman                | 4          |
| 9  | 23 februari 1980 | Irenes Serenade     | 2     | 120.000 | De voormalige Aldebaran explodeert tijdens het ten anker komen bij Pylos. | Explosie  | Corrosie in ballasttank?  |                                                  | Griekenland  | Griekenland         | 15         |
| 10 | 23 februari 1977 | Hawaiian Patriot    | -     | 116 400 | | Explosie  | Corrosie in ballasttank?  |                                                  | Liberia      | Verenigde Staten    | 12         |

#### Andere olierampen
- 1 januari 1909 - Na een blowout lekt de Californische oliebron Lakeview-1 in anderhalf jaar tijd ongeveer 1.300.000 ton ruwe olie, waarvan slechts 40% kan worden opgevangen.
- 3 juni 1979 - Na een blowout op het Mexicaanse olieplatform Ixtoc I lekt 440.000 tot 1.400.000 ton ruwe olie in de Golf van Campeche, het grootste olielek uit de geschiedenis. Het duurt negen maanden om het lek te dichten; een groot deel van de olie komt terecht op de kust van Texas.

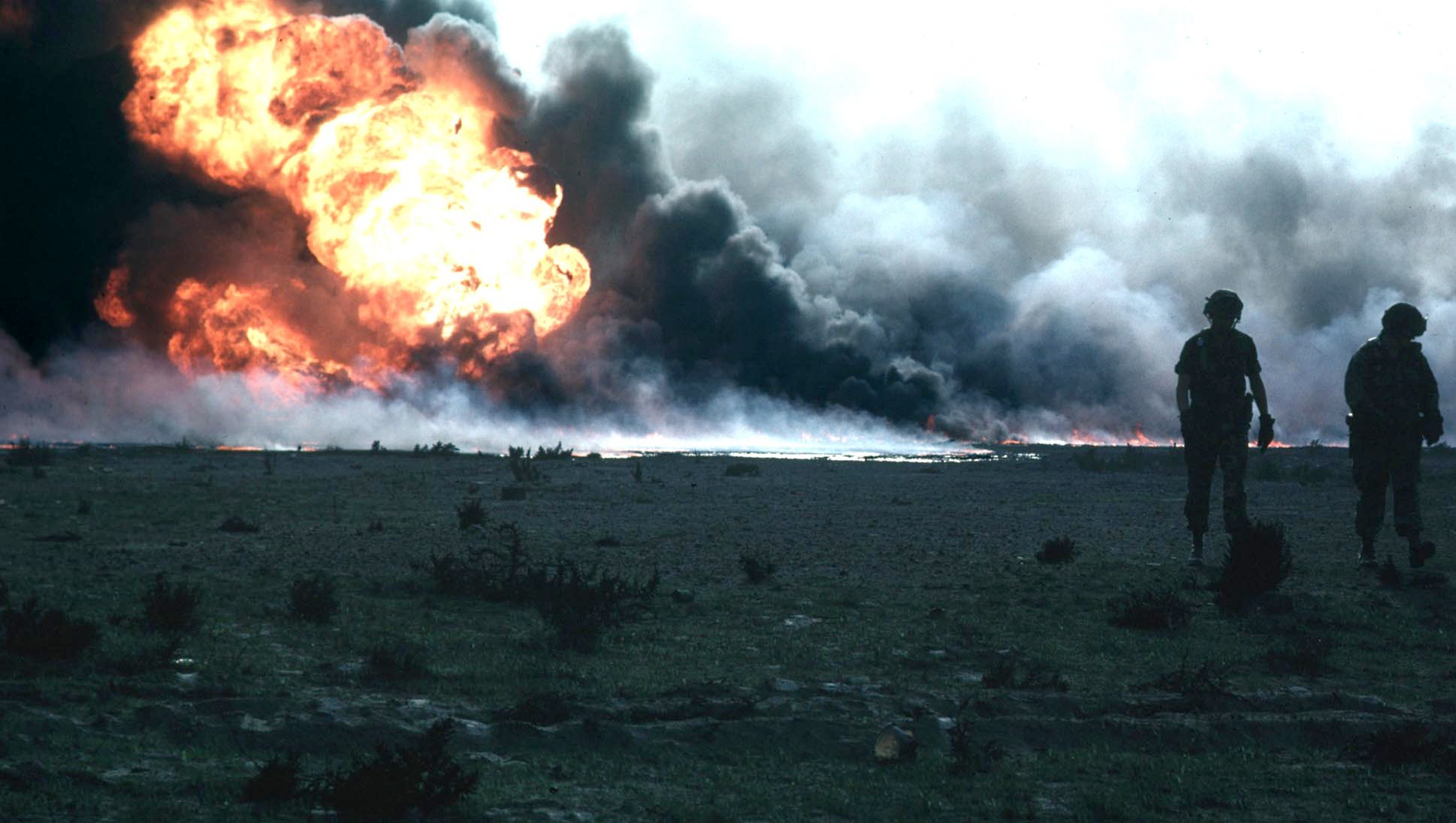
Brandend olieveld in Koeweit gedurende de Desert Storm-oorlog (1991)

- Januari 1991 - Ongeveer één miljoen ton olie ontsnapt uit olie-installaties (waaronder gesaboteerde off-shore boorputten) na de bezetting van Koeweit door Irak en de daaropvolgende Operatie Desert Storm (de Golfoorlog van 1990-1991). Irak wilde hiermee een mogelijke aanlanding van geallieerde amfibievoertuigen bemoeilijken.
- Oktober 1994 - In de Russische deelrepubliek Komi breekt een oliepijpleiding, waarna 14.000 ton olie in de toendra en de rivieren stroomt. Andere bronnen zoals Greenpeace spreken over meer dan 200.000 ton.
- 16 januari 2001 - De tanker Jessica, geladen met 900 ton stookolie, loopt aan de grond bij een van de Galápagoseilanden. De tanker verliest meer dan 80% van zijn olie, die de zeebodem en de stranden van de unieke eilanden vervuilt. De opruiming wordt extra bemoeilijkt doordat er geen chemische bestrijdingsmiddelen mogen worden gebruikt vanwege het kwetsbare milieu op de Galápagoseilanden.
- 14 december 2002 - De Noorse Tricolor kapseist en zinkt na een aanvaring met een containerschip in de Noordzee voor de Noord-Franse kust. Tijdens de pogingen om het wrak te bergen komt 170 ton zware olie in zee terecht die naar de Belgische en Nederlandse kust afdrijft. Onder meer het natuurreservaat Het Zwin wordt erdoor vervuild.
- 14 en 15 juli 2006 - De elektriciteitscentrale Jiyeh aan de Libanese kust wordt gebombardeerd in de Israëlisch-Libanese oorlog van 2006, waardoor er tussen 20.000 en 30.000 ton olie in de Middellandse Zee stroomt.
- 11 november 2007 - Door een zeer zware storm breekt de Russische olietanker Volgoneft-139 in de buurt van de Russische havenstad Port Kavkaz doormidden en stroomt er zo'n 2000 ton stookolie in de Zwarte Zee. Ook negentien andere schepen lijden schipbreuk, waardoor er nog meer olie alsook zwavel in de zee komt. De olieramp neemt later de vorm van een milieuramp aan, het strand van Port Kavkaz wordt over een lengte van vijftig kilometer met olie besmeurd, tienduizenden vogels en duizenden vissen leggen het loodje, diverse spaarzaam in de Zwarte Zee voorkomende dolfijnen worden ook aangetast. De olieramp dreigt zich via de Straat van Kertsj (daarin bevindt zich al tienduizend ton olie) naar de Zee van Azov uit te breiden.
- 20 april 2010 - Zie Olieramp in de Golf van Mexico 2010.

### Rampen met veel menselijke slachtoffers

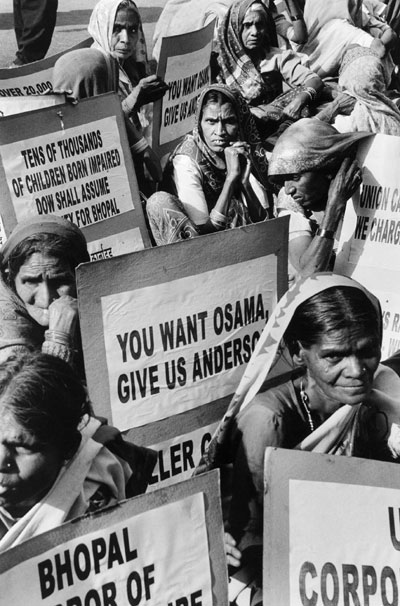
Demonstratie in Bhopal tegen Union Carbide (1999)

- Londen (Engeland), december 1952-maart 1953: een bijzonder zware smog-episode boven Londen leidt in de winter van 1952-1953 tot naar schatting 12.000 doden, vooral onder kinderen, bejaarden en mensen met ademhalingsproblemen.
- Seveso (Italië), 10 juli 1976: na een explosie in het chemische bedrijf ICMESA (onderdeel van Hoffman-La Roche) wordt de bodem in de omgeving vervuild met dioxine. De meest vervuilde bodem dient te worden afgegraven. Dit ongeval is mede aanleiding tot het opstellen van een Europese regelgeving om de gevaren van zware ongevallen waarbij gevaarlijke stoffen zijn betrokken, te beheersen: de zogenaamde Seveso-richtlijn.
- Bhopal (India), 3 december 1984: in de Union Carbide India Limited (UCIL)-fabriek in Bhopal waar pesticiden worden gemaakt, ontsnapt een giftige gaswolk (met methylisocyanaat) die een groot aantal slachtoffers maakt bij de omwonenden: meer dan 7000 mensen stierven in de dagen die volgden op het gaslek; ongeveer 15.000 stierven in de daaropvolgende jaren. Ongeveer 100.000 mensen lijden tot aan de dag van vandaag aan chronische en uitputtende ziekten als gevolg van hun blootstelling aan het giftige gas.
- Tsjernobyl (Oekraïne), 26 april 1986: het ongeval in de nucleaire centrale veroorzaakt radioactieve neerslag in grote delen van Europa.

### Andere
- Bazel (Zwitserland), 1 november 1986: bij een brand in het bedrijf Sandoz komt er bluswater, vermengd met ongeveer twintig ton pesticiden, in de Rijn terecht. Dit zorgt stroomafwaarts voor vissterfte over honderden kilometers.
- Grote (aangestoken) bosbranden in Indonesië en Brazilië in 1998 zorgen voor luchtverontreiniging in meerdere landen.
- Spanje, 25 april 1998: een dijk rond een meer met afvalwater van een pyrietmijn breekt door. Het water stroomt in de rivier Guadiamar. Het water bevat de zware metalen cadmium, lood en koper. Er treedt grote vissterfte op en landbouwgrond wordt onbruikbaar. Ook vogels sterven door het eten van de vervuilde vis. De dam bleek zwak te zijn, waarbij waarschuwingen genegeerd werden. Het Canadees-Zweedse bedrijf Boliden ltd. werd hieraan schuldig verklaard. Het bedrijf betaalde vervolgens de kosten voor het opruimen en een schadevergoeding voor de gedupeerden.
- Baia Mare (Roemenië), 30 januari 2000: ten gevolge van een dijkbreuk van een bezinkingsbekken komt circa 100.000 kubieke meter water met hoge cyanideconcentraties in een rivier terecht en vloeit via de rivier de Tisza naar de Donau; de waterverontreiniging (waarbij ook verontreiniging met metalen als koper, zink, lood) treft ook Hongarije en Servië.
- Modderstroom Sidoarjo, Indonesië, mei 2006: een stroom van modder die op 29 mei 2006 in Sidoarjo op Oost-Java ontstond, nadat het Indonesische bedrijf Lapindo Brantas een proefboring naar gas uitvoerde.

## Rampen die ontstaan zijn door niet in te grijpen
De term "milieuramp" wordt soms ook gebruikt om een toestand aan te duiden die niet het gevolg is van een catastrofale (kortstondige) gebeurtenis, maar wel het cumulatieve gevolg van langdurige, al dan niet continue, blootstelling aan verontreiniging. Enkele voorbeelden:
- De uitdroging en toenemende vervuiling van het Aralmeer in Kazachstan en Oezbekistan waardoor alle leven uit het meer is verdwenen.
- De historische proefnemingen met kernwapens in de Stille Zuidzee kunnen als een milieuramp bestempeld worden.
- De Berkeley Pit is een voormalige kopermijn waar na de stopzetting van de mijnactiveiten van het uitbatende bedrijf een enorm giftig meer is ontstaan dat dreigt de omliggende grond te overspoelen. Dit probleem had voorkomen kunnen worden door het grondwater weg te pompen of de put te dempen.
- Het gat in de ozonlaag
- De opwarming van de Aarde